# لومینوکس

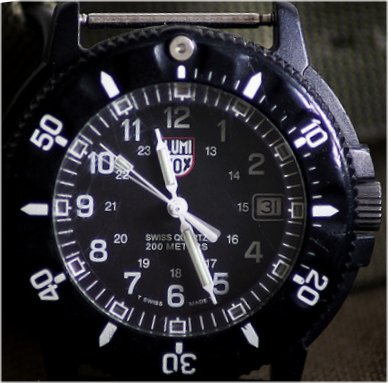
ساعت لومینوکس برای یگان ویژه نیروی دریایی ایالات متحده آمریکا

لومینوکس (انگلیسی: Luminox) یک برند ساعت‌سازی لوکس است. ساعت‌های این برند به عنوان ساعت‌های دارای تریتیوم شناخته می‌شوند که تابناکی بلندمدت ایجاد می‌کنند.

## تاریخچه
شرکت لومینکس یک شرکت ساعت‌سازی است که در سال ۱۹۸۹ تأسیس شد که در سان رافائل، کالیفرنیا مستقر است. لومینکس همچنین ساعتهای مارک دار را برای گروه‌های نظامی مختلف با نشان‌های سفارشی و طرح‌های مختلف تولید می‌کند. از میان این‌ها، می‌توان به گارد ساحلی ایالات متحده آمریکا، نیروی هوایی ایالات متحده آمریکا، یگان ویژه نیروی دریایی ایالات متحده آمریکا و… اشاره کرد.
محصولات این برند به بیش از ۳۰ کشور راه یافته‌اند. لومینکس همچنین طراح و سازنده عناصر بصری یک سری از محصولات شرکت لاکهید مارتین از قبیل لاکهید اس آر-۷۱، لاکهید اف-۱۱۷ نایت‌هاوک،
جنرال داینامیکس اف-۱۶ فایتینگ فالکن و لاکهید مارتین اف-۲۲ رپتور بوده‌است.
در سال ۲۰۰۶، پنجاه درصد سهام شرکت لومینوکس توسط برند تجاری سوئدی مونداین خریداری شد، به این ترتیب مونداین به بازار آمریکا راه یافت و برند لومینکس دسترسی بیشتری به بازارهای اروپایی و آسیایی را پیدا کرد.

## تکنولوژی شاخص
شعار ساعت‌های لومینکس «always visible technology»
(تکنولوژی همیشه قابل‌دید) است چراکه با استفاده از تریتیوم این ساعت‌ها تابناکی بلندمدت دارند برخلاف ساعت‌هایی که از خاصیت فسفرسانس دارند و برای دیدن نیاز به یک منبع نوری دیگر است.